# كوو سنغ-مين
كوو سنغ-مين (الكورية: 구상민) هو لاعب كرة قدم كوري جنوبي في مركز الوسط، ولد في 31 أكتوبر 1991 في كوريا الجنوبية. لعب مع نادي بوسان أي بارك.

## وصلات خارجية
- كوو سنغ-مين على موقع دوري كوريا الجنوبية (الإنجليزية)
- كوو سنغ-مين على موقع قاعدة بيانات كرة القدم.إي يو (الإنجليزية)
- كوو سنغ-مين على موقع Soccerbase.com (لاعب) (الإنجليزية)
- كوو سنغ-مين على موقع Soccerway.com (الإنجليزية)
- كوو سنغ-مين على موقع عالم كرة القدم.نت (الإنجليزية)